# Мартин Гюлих
Мартин Гюлих (на немски: Martin Gülich) е германски писател, автор на романи, разкази и стихотворения.

## Биография и творчество
Мартин Гюлих е роден на 10 февруари 1963 г. в Карлсруе. От 1981 до 1988 г. следва в родния си град инженерна икономика. От 1989 до 1996 г. работи като плановик и софтуерен разработчик в югозападния район на Германия.
След 1997 г. живее като писател на свободна практика във Фрайбург, Баден-Вюртемберг. Също развива дейност като лектор и ръководител на писателски ателиета. От 2000 до 2005 г. е уредник на Литературно бюро Фрайбург.
Гюлих е автор на романи, разкази и стихотворения. От 2000 до 2003 г. е съиздател на литературното списание „Концепте“. Член е на Съюза на немските писатели и на Литературен форум Югозапад.
През 1999, 2001 и 2006 г. Гюлих е стипендиант на Дружеството за подпомагане на немските писатели в Баден-Вюртембург. През 2003 г. получава наградата „Тадеус Трол“ за романа си „Белинцона, нощ“ („Bellinzona, Nacht“) (2001). През 2005 г. е избран за „писател на град Ротвайл“. Удостоен е и с други стипендии и награди.
Нашумелият му късен роман „Това, което не ни принадлежи“ („Was uns nicht gehört“) (2012) разказва за търсенето на близост в житейския период „криза на средната възраст“.
Днес Мартин Гюлих живее във Фрайбург.

### Проза
- Vorsaison, Roman, 1999
- Bellinzona, Nacht, Roman, 2001
- Bagatellen, Kurzprosa, 2003
- Die Umarmung, Roman, 2005

Прегръдката, изд.: Lege Artis, Плевен (2008), прев. Лилия Атанасова
- Später Schnee, Roman, 2006
- Septemberleuchten, Roman, 2009
- Was uns nicht gehört, Roman, 2012
- Die abenteuerliche Reise des Gaspar Amundsen, 2016

### Драма
- Moon – Ein Spiel, 2008

### Радиопиеси
- 2013: Septemberleuchten
- 2014: Die Umarmung
- 2015: "Quitt", 7 Kurzhörspiele